# 309년

## 연호
- 서진(西晉) 영가(永嘉) 3년
- 성한(成漢) 안평(晏平) 4년
- 전조(前趙) 영봉(永鳳) 2년 / 하서(河瑞) 원년

## 기년
- 서진(西晉) 회제(懷帝) 3년
- 신라(新羅) 기림 이사금(基臨泥師今) 12년
- 고구려(高句麗) 미천왕(美川王) 10년
- 백제(百濟) 비류왕(比流王) 6년